# Palatul Apollo din Oradea
Palatul Apollo este un palat situat în Oradea, la intersecția străzii Republicii cu Mihai Eminescu. A fost construit între anii 1912 și 1914, fiind opera arhitectului orădean Kálmán Rimanóczy Junior.

## Istoric
Arhitectul Kálmán Rimanóczy junior, reprezentant al eclectismului orădean, a construit, între anii 1912 și 1914, Palatul Apollo pe principala arteră comercială a orașului, la intersecția a două străzi: strada Republicii nr.10, colț cu strada Mihai Eminescu (Szaniszló utca). Zona este marcată de trei clădiri de mari dimensiuni, ridicate în perioada 1900-1914 în stilul secession: Palatul Stern, Palatul Moskovits Miksa și Palatul Apollo.
În secolul al XIX-lea exista, pe amplasamentul actualului Palat Apollo, un han cu numele Apollo. În anul 1910, Consiliul Orășenesc a dorit să valorifice terenul și a hotărât ca pe acel amplasament să fie ridicat un nou imobil. Acesta a fost singurul imobil de raport ridicat la inițiativă publică, toate celelalte imobile de raport construite la începutul secolului al XX-lea fiind proprietăți private.
În primăvara anului 1911 Kálmán Rimanóczy junior a prezentat proiectul, iar serviciul tehnic și comisiile au propus municipalității să facă o licitație pentru ridicarea clădirii. În martie 1912 s-a ținut licitația, iar Kálmán Rimanóczy junior a și câștigat-o, având cea mai bună ofertă. Din păcate, el a decedat în 12 iulie 1912. Văduva arhitectului a cerut Consiliului Municipal să-l însărcineze pe inginerul-arhitect Tivadar Krausze cu coordonarea lucrărilor la noua clădire, deoarece acesta a fost colaboratorul arhitectului defunct. În septembrie 1913 presa orădeană scria că lucrările se vor finaliza în primăvara anului 1914, dar imobilul a fost finalizat mai târziu, în același an.
Pentru a realiza venituri, municipalitatea a oferit spre închiriere spațiile din imobil. În anul 1914, chiria cafenelei a fost stabilită în suma de 20.000 de coroane. În condițiile izbucnirii războiului a fost dificil de găsit chiriași pentru toate spațiile, pentru cafeneaua de la parter, pentru trei dintre apartamentele de lux și atelierele de la etajul al treilea. În 14 mai 1914 a apărut o știre care susținea că la Palatul Apollo toate apartamentele au fost vândute. Totuși, pe parcursul lunii septembrie și după mai multe licitații, cafeneaua și-a găsit chiriașul: orădeanul Ernő Bürger s-a prezentat cu o ofertă favorabilă, luând spațiul în chirie pentru 12 ani.
În 2019, palatul a fost reabilitat prin desfacerea tencuielii la fațade, curățare și completare a elementelor decorative, reparații profile, scafe, cornișă, tencuieli exterioare speciale executate manual la fațade, zugrăveli exterioare la fațade, inclusiv a ornamentelor, restaurarea grilajelor metalice, vopsirea tâmplăriei metalice la balcoane.

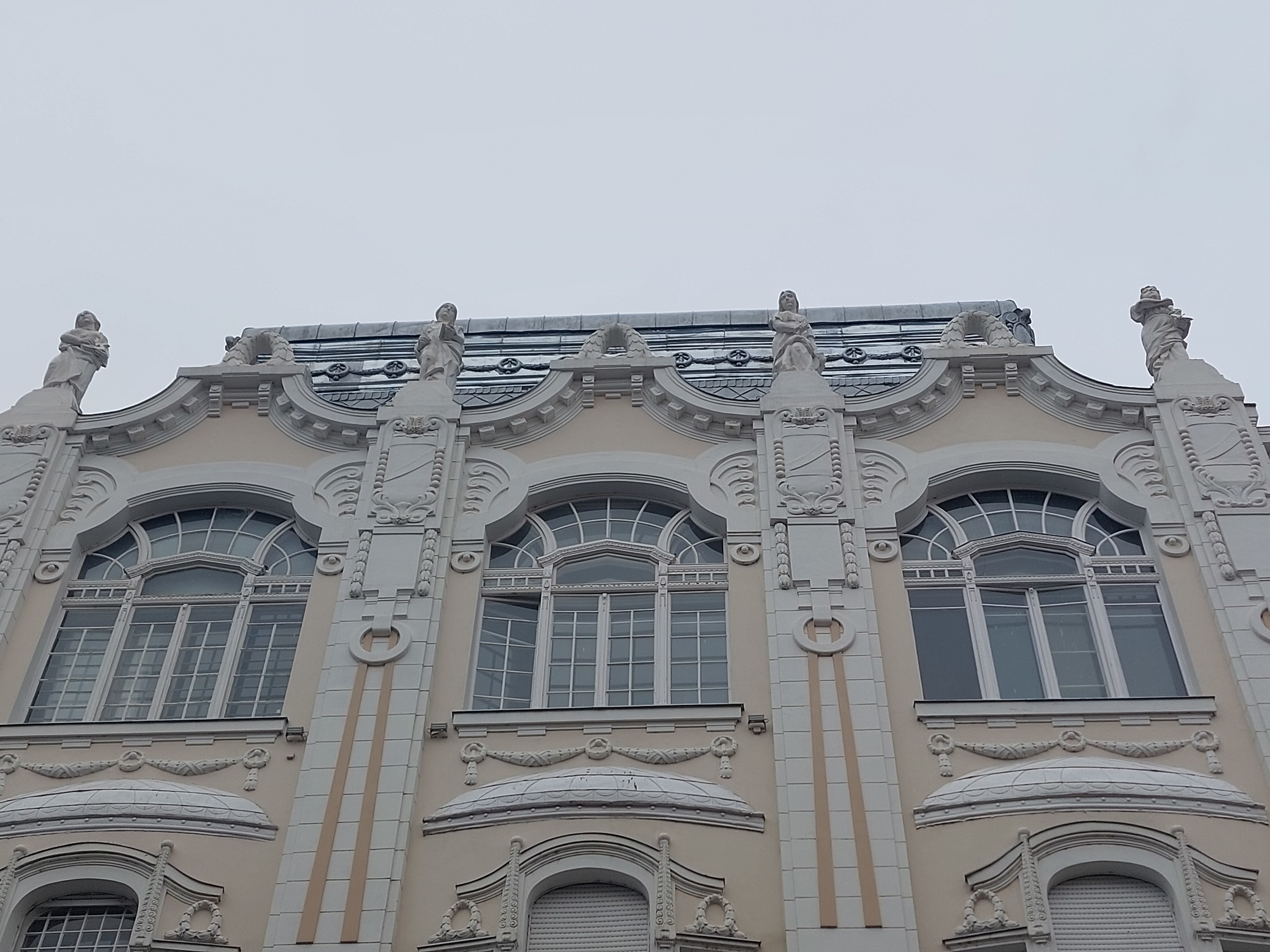
Detalii de la etajul 3.